# Геттисберг (фильм)
«Геттисберг» (англ. Gettysburg) — исторический кинофильм, по мотивам произведения «Ангелы-убийцы» Майкла Шаары. Первоначально был показан как мини-сериал на телеканале TNT. С 8 октября 1993 года выпущен в ограниченный кинопрокат на территории США.

## Сюжет
Фильм рассказывает о знаменитой битве между армиями Севера и Юга при Геттисберге, в округе Адамс, штат Пенсильвания. В ходе гражданской войны в США это было самое кровопролитное сражение, считающееся переломной точкой в конфликте — северяне одержали полную победу. Битва продолжалась три дня и унесла множество жизней с обеих сторон.
В самом начале фильма разведчик Харрисон (Купер Хукаби) сообщает генералу Лонгстриту (Том Беренджер) о приближении федеральной армии. В фильме показано прибытие к Геттисбергу федеральной кавалерии Бьюфорда (Сэм Эллиот) и первое столкновение с южанами. Показано появление Первого федерального корпуса и гибель генерала Рейнольдса, но не показаны дальнейшие события первого дня сражения — штурм Семинарского хребта и бегство федеральной армии на Кладбищенский холм. Вместо этого показано, как вестовые сообщают генералу Ли (Мартин Шин) о бегстве противника.
События второго дня показаны фрагментарно. Внимание сосредоточено на 20-м мэнском полку и его командире Джошуа Чемберлене (Джефф Дэниэлс), которые обороняли высоту Литтл-Раунд-Топ. Не показаны сражения за Уитфилд и Калпс-Хилл.
Последняя треть фильма — события третьего дня сражения, причем внимание сосредоточено исключительно на атаке Пикетта.

## В ролях
| Актёр           | Роль                   |
| --------------- | ---------------------- |
| Том Беренджер   | Джеймс Лонгстрит       |
| Джефф Дэниэлс   | Джошуа Чемберлейн      |
| Мартин Шин      | Роберт Эдвард Ли       |
| Сэм Эллиотт     | Джон Бьюфорд           |
| Стивен Лэнг     | Джордж Эдвард Пикетт   |
| Ричард Джордан  | Льюис Эддисон Армистед |
| Купер Хукаби    | Генри Томас Харрисон   |
| Патрик Горман   | Джон Белл Худ          |
| Бо Бринкман     | Уолтер Тейлор          |
| Андрю Прайн     | Ричард Гарнетт         |
| С. Томас Хауэлл | Томас Д. Чемберлейн    |
| Ройс Эпплгейт   | Джеймс Кемпер          |
| Морган Шепард   | Исаак Тримбл           |
| Патрик Фалки    | Эмброуз Хилл           |
| Уоррен Бёртон   | Генри Хет              |
| Тимоти Скотт    | Ричард Юэлл            |

## Интересные факты
- Сборы в кинотеатрах США составили около $10,77 млн[4].
- Фильм снят к 130-й годовщине битвы. Снимался с возможно большей достоверностью и подробностями. В съёмках помимо актёров приняли участие несколько тысяч реконструкторов-добровольцев. При создании сценария использовались фрагменты документальной книги Майкла Шаара «Ангелы-убийцы».
- Один из костюмов, использовавшихся при съёмках фильма, впоследствии использовал для съёмок в фильме-приквеле «Боги и генералы» известный американский медиамагнат Тед Тёрнер[5].